# حلقة مفرغة

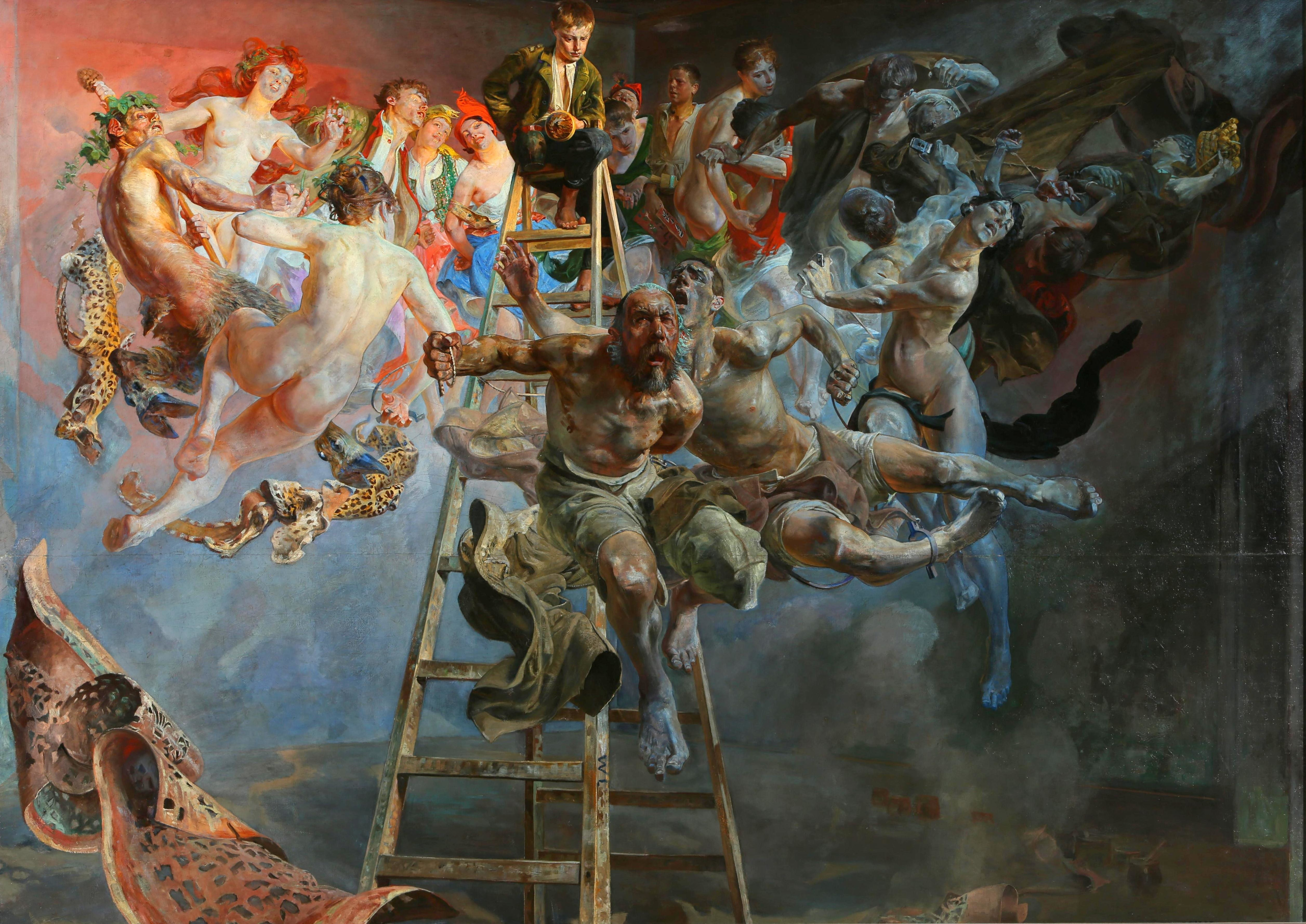

الحلقة المفرغة في تعريفها المبسط وبغض النظر عن مكان استعمالها هي عبارة عن مجموعة من الأسباب والتأثيرات التي تتسلسل مشكلة حلقة يتدهور فيها الحال مع نتائج كل سبب وتأثيراته على المجموع حيث تتوالى الأثار السلبية لتزيد الوضع سوءاً. وبالعكس تماماً، تعتبر هذه الحلقات إيجابية عندما يكون هناك مجموعة من الأسباب والآثار الإيجابية مجتمعة ومتتالية وراء أي تحسّن في أية حالة عامة أم خاصة وتسمى حينها "بالحلقة "الحميدة أو النجيبة".
تنشأ وتكون هذه الحلقات على شكلين: إما بشكل تطويري عندما يزيد تأثير السبب في تدهور الوضع وإما بشكل ظرفي عندما يكون السبب وحده وبشكل مباشر وتام نتيجة للتأثير، أبسط شكل لهذه الحالة هو مفارقة «البيضة والدجاجة» نستطيع أن تعدّ هنا حال الطالب المتخرّج جديداً من جامعته والذي يبحث عن أول عمل في حين يطلب صاحب العمل دائماً خبرات عملية للتوظيف.
يُستعمل عادة هذا المصطلح في مجال الاقتصاد (الجزئي والكلي) ومثال بسيط عن حلقة مفرغة في حالة التضخم الاقتصادي: زيادة أجور الموظفين تؤدي إلى زيادة في كلفة إنتاج الشركات التي توصل إلى زيادة على الأسعار وبالتالي تؤدي إلى طلبات جديدة لزيادة الإجور لأنه لم يتغيّر أي شي على القدرة الشرائية للموظفين (ارتفعت الأجور وارتفعت معها أسعار المنتجات).